# 이리역 폭발 사고
이리역 폭발 사고(裡里驛爆發事故)는 1977년 11월 11일 오후 9시 15분, 전라북도 이리시(현 전북특별자치도 익산시)의 이리역(현 익산역)에서 발생한 대형 열차 폭발 사고로 1993년 3월 28일에 일어난 구포역 열차 전복 사고와 함께 최악의 철도사고이자 전북특별자치도에서 일어난 최악의 사고 중 하나로 손꼽힌다.

## 사고 원인
광주로 가던 한국화약(현 한화의 전신) 소속의 화물 열차 제1605열차는 당시 정식 책임자도 없이 다이너마이트와 전기 뇌관 등 40t의 고성능 폭발물을 싣고 이리역에서 발차를 대기하던 중 폭발사고를 일으켰다.
당시 수사당국의 발표에 따르면 한국화약 호송 담당 직원 신무일은 정차를 하지 않고 계속 달리려 했다. 하지만 이리역에서 막아섰으며 이리역 직원들이 신무일에게 급행료를 요구했다. 이 당시 열차의 관행은 '급행료'라 하여 열차가 정차하지 않고 바로 통과하려면 역에 돈을 지불해야 했다. 하지만 신무일은 돈이 없었으며 이 때문에 이리역에 발이 묶였다. 그날 밤 신무일이 술을 마시고 잠든 뒤, 추위를 막기 위하여 촛불을 켰다가 촛불이 다이너마이트 쪽으로 넘어진 것이 원인이었다. 원칙적으로 열차의 단선 교행은 폭탄 및 화학 화물 화차가 여객 열차(상등열차인 새마을호 포함)보다 우선 순위로 운행이 되고 있으며, 화약류 등의 위험물은 신호장, 신호소, 간이역은 물론 모든 철도역 내에 대기시키지 않고 바로 통과시키도록 하는 안전 수칙을 무시하였다.

## 폭발 규모와 피해 상황
당시 폭발로 인해 엄청난 인명과 재산 피해를 낳았다.
이리역에는 강력한 폭발로 인한 충격파로 인해 폭발 자리 바로 아래에는 지름 30m, 깊이 10m의 거대한 웅덩이가 파였으며 이리 시청 앞까지 파편이 날아갔다. 이리역 주변 반경 500미터 이내의 건물 9,500여채에 달하는 건물 대부분이 파괴되어 9,973명의 이재민이 발생하였고, 사망자는 59명, 부상자는 1,343명에 달하였다. 이 중 철도인은 16명이 순직하였으며, 1,647세대 7,800여 명의 이재민이 발생하였다.
철도 시설의 피해도 컸다. 이리역사를 비롯하여 구내 객화차 사무소, 보선 사무소 등 건물이 심각한 균열 또는 붕괴의 피해를 입었고, 기관차 5량, 동차 4량, 화차 74량, 객차 21량, 기중기 1량이 대파, 이리역을 통과하는 호남선 구간 130m와 전라선 구간 240m가 파괴되어 총 23억여원의 재산 피해를 낳았다.
당시 이리시 창인동 (현. 익산시 창인동)에 있던 익산군청 건물이 진동으로 심각한 균열이 발생해 1979년 익산군청이 익산군 함열읍 (현. 익산시 함열읍)으로 이전하게 된다. 또한 이리고등학교 앞에 위치해 있던 남성고등학교 건물 일부가 붕괴되어 현재 익산시 신동으로 이전하고 본래 위치한 자리에 남성맨션 아파트를 지었다.
이리시와 인접한 익산군 오산면, 황등면, 삼기면 및 김제군 백구면 등에서도 진동이 느껴졌고 약 30km 떨어진 군산시에서도 폭발음 신고가 들어왔다.
이리역으로 가던 열차가 승객 600명을 싣고 김제역에서 정차했다. 그런데 기관사가 이 구간을 통과하기 위해 지참해야 했던 통표를 분실하는 바람에 열차는 정차 후 움직이지 못하게 되었다. 이 때 이리역 역무원이 함열역에 전화를 걸어 절대로 오지 말라고 신신 당부했는데 그 덕분에 이 열차 승객 600명은 목숨을 부지하게 되었지만 그 역무원은 폭발로 사망했다.

## 기타
- 이 사건 당시 무명이었던 희극인 故 이주일이 가수 하춘화를 구출하여 유명세를 탔다.[5] 이리역에서 머지 않은 극장에서 가수 하춘화가 공연을 하고 있었다가 사고를 당했으며 이 사고로 인해 극장이 무너졌다. 이 때 이주일이 하춘화를 업고 병원으로 뛰어갔다. 하춘화는 찰과상에 그친 반면 이주일은 두개골 함몰이라는 중상을 입어 병원에 오래 입원했다.
- 소설 <기찻길 옆동네 1>에 이리역 폭발사고가 기재되어 있다.[6]
- 이 사고로 인해 대파된 가옥의 거주민들을 위해 이리역 북서쪽 모현동에 모현주공아파트를 건설하였다. 이 아파트는 이리시 최초의 주공아파트이며, 2010년에 재개발을 위하여 철거되었으며, 대림산업이 이 자리에 e-편한세상 아파트로 재건축하여 2012년 12월에 입주하였다.[7][8]
- 이 사고가 난 그 시각 대한민국과 이란의 1978년 FIFA 월드컵 아시아·오세아니아 지역 최종 예선 7차전 경기가 열리고 있었는데 경기 결과는 2-2 무승부였으며 이로 인해 대한민국은 홍콩과의 최종전 결과에 관계없이 본선 진출에 실패했고 이란이 본선에 진출했다. 그러나 이란은 페루와 네덜란드에 밀려 조별리그에서 탈락했고 페루는 2라운드에서 개최국 아르헨티나에 0-6 대패를 당했으며 네덜란드는 결승에 진출하여 아르헨티나에 이어 준우승을 차지했다.
- 1950년 7월 11일 발생한 미국 공군의 인민군 남하 저지 작전 중 미군 전투기 오폭에 의한 이리역 폭격 사건 (2차례에 걸쳐 400~600여명의 시민 사망 인명 피해 추정) 이래 이리 지역에서 발생한 최악의 사고였다.

## 가해자 체포
해당 열차의 화약 호송을 담당했던 당시 36세의 한국화약 직원 신무일은 당일 술을 마시고 잠든 뒤, 추위를 막기 위하여 촛불을 켰다가 촛불이 다이너마이트 쪽으로 넘어진 것을 감안해 법원은 신무일에게 책임이 있다고 판시하였다. 신무일은 1978년 2월에 징역 10년을 선고받고 복역하였다.
신무일에게 급행료를 요구해서 사고의 근본적 원인 중 하나가 된 이리역 역무원 2명은 징역 10개월의 처벌을 받았다.

## 같이 보기
- 대구 상인동 가스 폭발 사고